# Iglesia de San Esteban (Anda)
La iglesia de San Esteban es un edificio situado en la localidad española de Anda, en la provincia de Álava.

## Descripción
El edificio se encuentra en la localidad española de Anda, del municipio de Cuartango, perteneciente a la provincia de Álava, en la comunidad autónoma del País Vasco. Se menciona como iglesia parroquial del lugar en el segundo volumen del Diccionario geográfico-estadístico-histórico de España y sus posesiones de Ultramar de Pascual Madoz, donde aparece descrita con las siguientes palabras: «la igl. parr. (San Estéban) es matriz y curato de provision ordinaria». En el tomo de la Geografía general del País Vasco-Navarro dedicado a Álava y escrito por Vicente Vera y López, se dice lo siguiente: «Forma parroquia con Catadiano, de categoría rural de primera clase, dedicada á San Esteban y perteneciente al arciprestazgo de Cuartango».